# Marisabel Rodríguez
Marisabel Rodríguez Oropeza (Barquisimeto,  23 de noviembre de 1964) es una relacionista pública, productora y locutora de radio y televisión venezolana. Fue constituyentista en la Asamblea Nacional Constituyente de 1999 y primera dama de la República entre 1999 y 2004, como segunda esposa de Hugo Chávez Frías.

## Biografía
Es hija de Vicente Rodríguez y María del Carmen Oropeza.[cita requerida] Durante casi dos décadas,  Marisabel trabajó en el área de comunicación social, especialmente de relaciones públicas y como editora de la sección de sociales del periódico El Impulso.
Rodríguez es presentadora y productora de programas de radio. Produjo "El Club de los Exploradores", una revista para niños. Trabajó en estaciones de televisión como Telecentro y Niños Cantores Televisión de Barquisimeto. También ha producido el programa informativo de radio "Líder en la Noticia".
Ha estado casada en tres ocasiones. Su primer esposo fue Allessandro Lanaro Pérez (1960). Casada con Chávez desde 1997 hasta 2004. Su actual esposo es Félix Lisandro García González (1969), un instructor de tenis. Tiene dos hijos: Raúl Alfonzo (1990), con César Antonio Ramírez Vidal (1960) y Rosinés (1997), con Hugo Rafael Chávez Frías. Además tiene dos nietos: Martina Ramírez Ramos, nacida el 21 de diciembre de 2017 y Damián Ramírez Ramos, nacido el 14 de mayo de 2019 (hijos de Raúl con su esposa Carla Alejandra Ramos Arráez).
El 7 de mayo de 2008 Marisabel Rodríguez recibió una citación de un tribunal por una demanda hecha por Hugo Chávez en su contra. El presidente venezolano se quejaba de que Marisabel le restringía el acceso a su hija Rosinés, asunto que ella desmintió. Pocos días después Chávez retiró la demanda.

## Carrera política
En 1999, Marisabel Rodríguez fue elegida miembro de la Asamblea Constituyente; organismo encargado de redactar la Constitución de Venezuela de 1999. Luego fue Presidenta de la Constituyente Social y la Comisión de Derechos. Además fue Presidenta de la Fundación del Niño, una organización financiada por el Estado para ayudar y apoyar a los niños en todo el país.
En 2007 hizo campaña por la opción del “NO” en el Referéndum constitucional de Venezuela de 2007. En 2008 fue candidata a la alcaldía del municipio Iribarren con el apoyo del Partido PODEMOS en las Elecciones regionales de Venezuela de 2008, pero llegó al 3.º lugar con apenas el 4% de los votos.